# جون ساساكي
جون ساساكي (باليابانية: 佐々木潤) هو منتج أسطوانات وملحن ومغن مؤلف ياباني، ولد في 7 يوليو 1966 في سنداي في اليابان.

## وصلات خارجية
- الموقع الرسمي
- جون ساساكي على موقع ميوزك برينز (الإنجليزية)
- جون ساساكي على موقع ديسكوغز (الإنجليزية)